# 欽懷皇后
钦怀皇后（12世纪—1180年代），蒲察氏，中国金朝第六代皇帝金章宗的正妻，上京路曷速河人。
曾祖蒲察太神，开国有功，累阶为光禄大夫，赠司空、应国公。祖父蒲察阿胡迭，官至特进，赠司徒、谯国公。父亲蒲察鼎寿娶金熙宗的郑国公主，授驸马都尉，官至金吾卫上将军，赠太尉、越国公。
蒲察氏出生时，据说有红光被体，移时不退。她被姨母冀国公主抚养，长大后，孝谨如事所生。大定二十三年（1183年），完颜璟（章宗）为金源郡王，行纳采礼。完颜璟的祖父金世宗遣近侍局使徒单怀忠赐黄金百两、银千两、厩马六匹、重彩三十端。十一月，完颜璟娶蒲察氏，封金源郡王夫人，后进封为王妃，之后去世。蒲察氏在1186年所生金章宗长子完颜洪裕，亦早逝。
金章宗在1189年即位，遂加追册蒲察氏为钦怀皇后，在坤宁宫奉安神主灵位。大安初年，祔葬道陵。

## 延伸阅读
[在维基数据编辑]
 《金史·卷64》，出自脱脱《遼史》